# Gastrimargus angolensis
Gastrimargus angolensis är en insektsart som beskrevs av Sjöstedt 1928. Gastrimargus angolensis ingår i släktet Gastrimargus och familjen gräshoppor. Inga underarter finns listade i Catalogue of Life.